# Tatsuya Satō
Tatsuya Satō (jap. 佐藤 達哉, Satō Tatsuya; * 23. Dezember 1957 in der Präfektur Tokio) ist ein japanischer Jazzmusiker (Tenor-, Bariton- und Sopransaxophon, auch Flöte, Klarinette).
Tatsuya Satō arbeitete ab den 1970er-Jahren in der japanischen Modern-Jazz-Szene; erste Aufnahmen entstanden 1979 mit der Waseda Modern Jazz Group (Album Screamer’s Staff, mit Junji Kanda, Noriaki Katō, Kenichi Uchiyama, Kunichiro Miyakita). In den frühen 1980er-Jahren spielte er bei George Kawaguchi; 1984 nahm er mit Daisuke Iwasaki, Masahiro Sayama, Koichi Hiroki, Gregg Lee und Kei Hirayama sein Debütalbum Still Love You auf. 1985 legte er das Album Like Someone in Love (Sound Design Records) vor, auf dem er Jazzstandards wie „All the Things You Are“, „A Night in Tunisia“, „I Want to Talk About You“, und „Rhythm-A-Ning“ interpretierte.
Ende der 1980er-Jahre gehörte er der Formation Jazz Factory um Hitoshi Okano, Akira Ōmori und Toshiyuki Daitoku an und spielte in den folgenden Jahren u. a. mit Sachi Hayasaka (Straight to the Core (1989) u. a. mit Wadada Leo Smith), Takeshi Inomata, Yoshio Ikeda, in den 1990er-Jahren auch mit Chiaki Ogasawara, Yoshihiko Katori und in der Kenichi Tsunoda Big Band. 1997 nahm er  das Album The New Tenor Scene auf, an dem Masayoshi Yoneda, Koichi Osamu, Mitsuaki Furuno und Ichirō Onoe mitwirkten. Im Bereich des Jazz listet ihn Tom Lord zwischen 1979 und 2015 bei 21 Aufnahmesessions, zuletzt mit Yukiko Hayakawa (Rose Neon, 2013) und der Sängerin Sama (White Night Waltz).